# Ottmar Zieher
Ottmar Zieher (* 7. August 1857 in Schwäbisch Gmünd; † 27. November 1924 in München) war ein deutscher Verleger für Ansichtskarten.

## Unternehmensgeschichte
1880 begann er eine Firma als „Papier- und Couvertenhändler“ in der Damenstiftstraße 6 in München. Daraufhin eröffnete er eine Schreibwarenhandlung und eine Manufaktur für Bijouteriewaren in der Sendlinger Straße 1. 1889 startete er eine Papierhandlung in der Pfisterstraße 6, die 1890 um eine Schreibwarenhandlung ergänzt wurde. Dann folgte 1892/93 die „Kunstverlagsanstalt“ in der Hofstatt 6/I. Im Zeitraum zwischen 1890 und 1895 knüpfte er geschäftliche Kontakte in Leipzig, hierunter auch zum Künstler Arthur Thiele. 1900 änderte sich der Eintrag im Handelsregister in „Ansichtspostkarten-Zieher Ottmar, Kunst- und Verlagsanstalt, München-Leipzig, Hofstatt 6/I, München; Postkartenfabrikation jeder Art; Spezialität: Künstlerpostkarten“.
Die ersten Ansichtskarten aus dem Verlag Ottmar Zieher erschienen schon in den 1880er Jahren. Die graphischen Motive waren anfangs einfache, manchmal Karikatur ähnliche regionale Szenen, z. B. vom Münchener Hofbräuhaus. Mit dem Boom der Ansichtskarten in den letzten Jahren des 19. Jahrhunderts vergrößerte Zieher sowohl die Anzahl seiner Motive als auch die Druckqualität. Um die Jahrhundertwende verlegte Zieher Ansichtskarten mit Motiven aus vielen Städten des Deutschen Reichs und darüber hinaus. Die „Spezialität“ des Verlages wurden in dieser Zeit aber die besonders aufwändig gestalteten „Künstlerpostkarten“. Zieher unterstützte dabei aufstrebende Künstler mit Aufträgen und als Mäzen. Zwischen 1898 und 1902 gab der Verlag Ottmar Zieher eine viel beachtete Serie von durchnummerierten „Künstlerpostkarten“ heraus, die mehr als 2000 Motive umfasst. Sie sind meist nach Aquarell-Vorlagen der Künstler als Lithographie hergestellt. Bekannte Illustratoren dieser „Künstlerpostkarten“ waren Michael Zeno Diemer, Paul Hey, Edward Harrison Compton, Fritz Bergen, Otto Strützel, Raoul Frank und andere. (Karten von Heinrich Kley wurden nicht bei Zieher verlegt.)
Der Verlag stellte auch Porträt-Karten bayerischer und belgischer Staatsoberhäupter her und wurde dadurch Hoflieferant Seiner Königlichen Hoheit Prinz Albert von Belgien. Die Druckaufträge wurden hauptsächlich von Leipziger Firmen ausgeführt. Nach dem Tod von Ottmar Zieher 1924 ging die Führung des Unternehmens an seinen 1883 geborenen ältesten Sohn Ottmar Zieher jr. über. Dieser führte die Firma anschließend noch bis zu seinem Tod 1952 weiter; danach wurde die Firma aufgelöst.

## Privatleben
Er hatte mit seiner Frau Emilie, geborene Widmann, zwei Söhne:
- Ottmar Zieher (* 15. Juni 1883; † 14. November 1952)
- Franz Joseph Zieher (* 14. August 1892; † 26. Januar 1968)